# Concept Developments
Concept Developments war ein britischer Hersteller von Automobilen.

## Unternehmensgeschichte
Peter Timpson gründete 1974 das Unternehmen in Market Harborough in der Grafschaft Leicestershire. Er begann  mit der Produktion von Automobilen und Kits. Der Markenname lautete Centaur. 1978 endete die Produktion. Insgesamt entstanden etwa 25 Exemplare.
Mirage Developments aus Biggin Hill setzte die Produktion unter dem Markennamen Pulsar fort.

## Fahrzeuge
Im Angebot stand nur eine Modellreihe. Das Fahrgestell bestand wie bei Fahrzeugen von Marcos Cars zum Teil aus Sperrholz. Darüber wurde eine Karosserie aus Fiberglas montiert. Der Vierzylindermotor stammte vom Hillman Imp und war im Heck montiert. Das Fahrzeug war so etwas wie ein Nachfolger des Probe 16 von Adams Probe Motor. Anstelle von seitlichen Türen ermöglichte ein vorne angeschlagenes, aufklappbares Dach den Zugang zum Innenraum. Die Karosserie bot Platz für zwei Personen. Später kam eine Variante mit 2 + 2 Sitzen dazu. Eine Version als Cabriolet namens Condor blieb ein Prototyp.